# Democratisch Europa
Democratisch Europa (DE) is een Nederlandse politieke partij, opgericht in 2004, met als doelstelling de democratie in Europa te versterken. Democratisch Europa heeft aan de verkiezingen voor het Europees Parlement in juni 2004 meegedaan. Het belangrijkste verkiezingsthema was de ontwerp-Grondwet die toen bijna gereed was. Democratisch Europa wees er op dat die Grondwet onvoldoende democratisch was en dat er geen afdoende controle op de macht is, aangezien de besluitvorming te veel versnipperd is. Democratisch Europa bepleitte een duidelijke versterking van de democratie, onder meer door meer zeggenschap te geven aan het Europees Parlement. Maar dan wel aan een Europees Parlement dat direct via Europese lijsten gekozen wordt en niet, zoals nu via nationale kieslijsten. Democratisch Europa is van mening dat als het Europees Parlement door middel van Europese kieslijsten gekozen wordt - waarbij men dus op kandidaten uit verschillende lidstaten kan stemmen - de stem van de burger veel duidelijker herkenbaar is en de belangstelling voor de Europese politiek zal toenemen.
Democratisch Europa heeft bij het referendum in het voorjaar van 2005 campagne gevoerd tegen de Europese Grondwet onder het motto "voor Europa, tegen deze Grondwet". Democratisch Europa stelde drie amendementen op de Grondwet voor: (i) de voorzitter van de Europese Commissie wordt gekozen door het Europees Parlement (ii) een deel van het Europees Parlement wordt gekozen door middel van Europese kieslijsten (iii) een revisieclausule: om de vijf jaar wordt de wijze van besluitvorming geëvalueerd en worden voorstellen voor verbetering gedaan. 